# Niagara Falls (New York)
Niagara Falls [naɪˌæɡ(ə)ɹəˈfɔːlz] ist eine US-amerikanische Stadt im Niagara County des Bundesstaats New York. Sie liegt am Niagara River gegenüber der gleichnamigen kanadischen Stadt Niagara Falls in der Provinz Ontario. Die Stadt hat 48.671 (Stand: Volkszählung 2020) Einwohner auf einer Fläche von 43,6 km².

## Wirtschaft
Die Stadt wird beherrscht von den Niagarafällen, die Hunderttausende von Touristen in die Stadt locken, allerdings hat die kanadische Schwesterstadt bessere Angebote (Einkaufszentren usw.). Der nahe liegende Flughafen Niagara Falls International Airport will Geburtsort des ersten Überschallflugzeugs sowie des ersten kommerziellen Hubschraubers sein. Die in den Niagarafällen mittels Wasserkraftwerken gewonnene Energie (siehe Liste der größten Wasserkraftwerke), welche günstig und in großen Mengen zur Verfügung stand und direkt in der Stadt genutzt wurde, war früher ein großer Standortvorteil für die Industrie und sicherte Arbeitsplätze in der Stadt.
Im Zuge der Globalisierung und deutlich steigenden Lohnkosten in den USA ging dieser Vorteil jedoch nach und nach verloren, da die Fabriken in Ländern wie beispielsweise China wesentlich günstiger betrieben werden können. Die jüngste Weltwirtschaftskrise hat die Stadt zusätzlich besonders hart getroffen. Die Arbeitslosenquote der Stadt lag mit 10,9 Prozent (März 2011) deutlich über dem Durchschnitt des Bundesstaates New York, dieser belief sich auf 8,0 Prozent.

## Demographie
Die Stadt hat seit 1960 mit einem Bevölkerungsrückgang zu kämpfen, während die Bevölkerungszahl des Bundesstaates New York sowie der Vereinigten Staaten insgesamt innerhalb dieser Zeit massiv angestiegen ist.
| Jahr      | 1940   | 1950   | 1960    | 1970   | 1980   | 1990   | 2000   | 2010   | 2020   |
| --------- | ------ | ------ | ------- | ------ | ------ | ------ | ------ | ------ | ------ |
| Einwohner | 78.020 | 90.872 | 102.394 | 85.615 | 71.384 | 61.840 | 55.593 | 50.193 | 48.671 |

## Verkehr

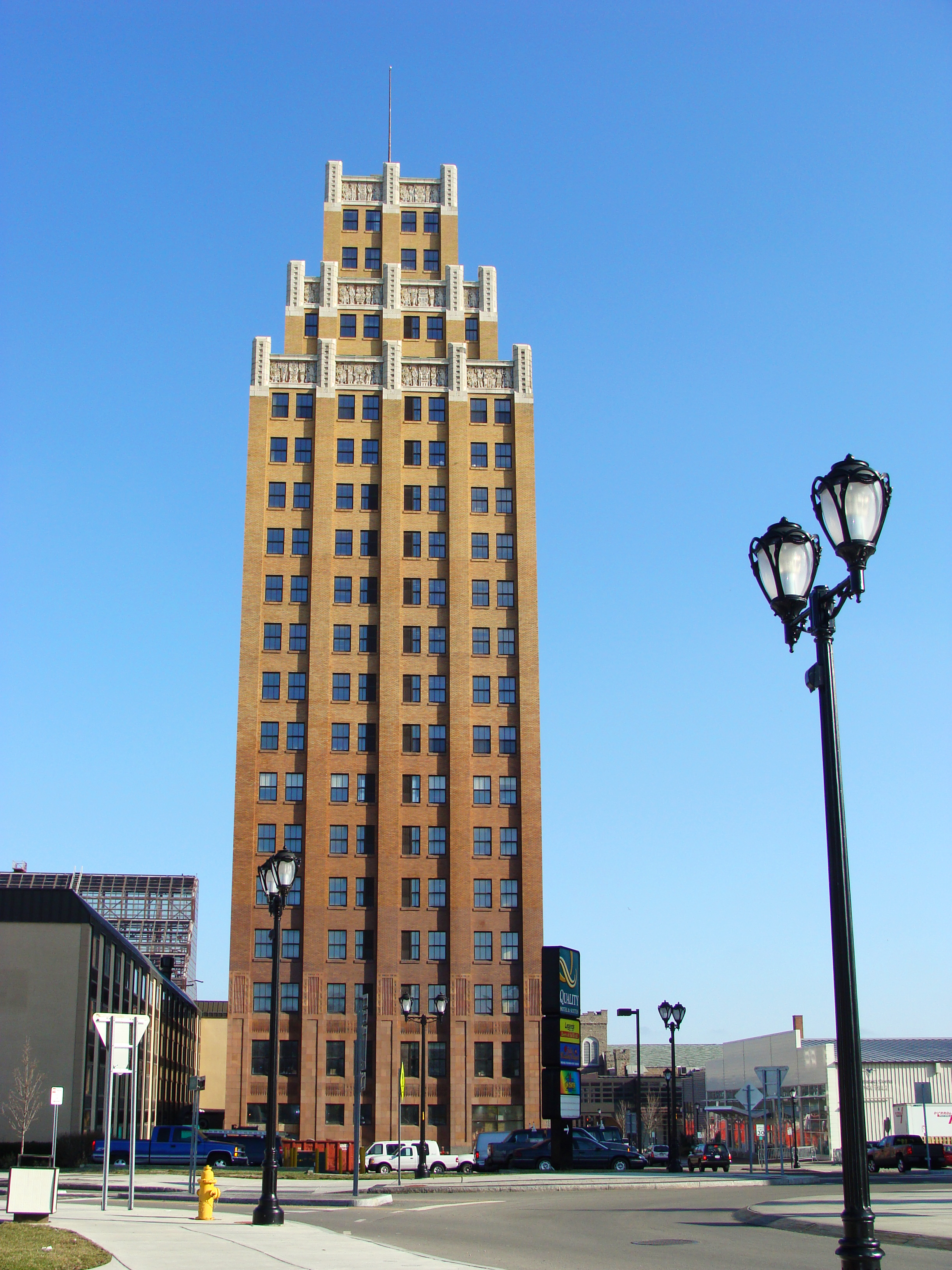
Das 1929 fertiggestellte United Office Building in Niagara Falls

Niagara Falls hat einen Bahnhof mit von Amtrak betriebenen Zugverbindungen Richtung New York City sowie dem gemeinsam von VIA Rail Canada und Amtrak betriebenen grenzüberschreitenden Fernzug The Maple Leaf nach Toronto. Dieser Zug überquert die Grenze zwischen den Stationen Niagara Falls (New York) und Niagara Falls (Ontario) über die Whirlpool Bridge.
Über die in unmittelbarer Nähe der Niagarafälle gelegene Rainbow Bridge können Fußgänger und Autofahrer die Grenze nach Kanada überqueren.

## Söhne und Töchter der Stadt
- Juliette Graves Adams (1858–1951), Pianistin und Musikpädagogin
- Gary Baker (* 1952), Musikproduzent und Songwriter
- Fred Beir (1927–1980), Schauspieler
- Pius Anthony Benincasa (1913–1986), römisch-katholischer Geistlicher, Weihbischof in Buffalo
- Mark Bridges (* im 20. Jahrhundert), Kostümbildner
- Adam Clendening (* 1992), Eishockeyspieler
- George W. Comstock (1915–2007), Mediziner
- Charles Cyphers (1939–2024), Filmschauspieler
- John DeFrancesco (1940–2024), Jazzmusiker
- Kerry Gene Adkisson alias Kerry von Erich (1960–1993), Wrestler und Leichtathlet
- Jonny Flynn (* 1989), Basketballspieler
- Norman Freeman (1931–2021), Regattasegler
- Don Gais (1919–1996), Jazzpianist
- Chaz Guest (* 1961), Künstler
- Lawrence Gwozdz (* 1953), Saxophonist
- Lorraine Hunt (* 1939), Politikerin, Vizegouverneurin von Nevada
- Lee Hyla (1952–2014), Komponist
- Walter Douglas La Mont (1889–1942), Pilot, Marine-Ingenieur und Erfinder
- Ron LaSalle, Rocksänger und Musikproduzent
- Pete Malinverni (* 1957), Jazzpianist
- Michael Cassius McDonald (1839–1907), Figur des organisierten Verbrechens in Chicago
- Chauncey Morehouse (1902–1980), Jazz-Schlagzeuger
- Qadree Ollison (* 1996), Footballspieler
- Peter A. Porter (1853–1925), Politiker, Vertreter von New York im US-Repräsentantenhaus
- Bobby Previte (* 1951), Jazzschlagzeuger und -komponist
- Patricia Spencer (* 1943), Flötistin
- April Stevens (1929–2023), Sängerin
- Richard Stillwell (1899–1982), Architekturhistoriker und Klassischer Archäologe
- Tommy Tedesco (1930–1997), Jazz-, Rock- und Pop-Gitarrist
- Nino Tempo (1935–2025), Popmusiker
- Bert Thompson (* 1947), Jazzmusiker und Übersetzer
- Franchot Tone (1905–1968), Filmschauspieler